# Calopteryx maculata
Calopteryx maculata (Драгуљ ебановине) је врста ширококрилих водених девица. Једна од око 150 врста Calopterygidae, може се наћи у источном делу САД и југоисточној Канади, у распону према западу до Великих равница. Друга уобичајена имена за ову врсту укључују име црнокрила водена девица, драгуљ са крилима боје ебановине.

## Опис
Дужине је између 39–57 mm (1,5–2,2 ин). Мужјак има метално плаво-зелено тело и црна крила. Женка је тамније смеђе боје са задимљеним крилима која имају беле мрље у близини врхова (Pterostigma)). Нимфа је бледо смеђа са тамнијим ознакама. Такође има и покоје тачке у крилима. 

## Станиште
Живи у близини шумовитих места, близини потока и река, али може да се креће далеко од воде.

## Размножавање
Крилати дрскуљи од ебановине се паре током лета. Мужјак репом или стомаком држи женку иза главе. Женка полаже јаја у меке стабљике водених биљака. Најада (традиционално врста ларве) једе мале водене инсекте. Када најада потпуно порасте, она испузи из воде и лиња се.

## Активна сезона
Ова врста се у неким топлим регионима може видети током целе године, док у Канада се може видети саммо у топлијим месецима.

## Екологија
Исхрана ове врсте укључује Азиског тиграстог комарца, Tuberolachnus salignus, Mycetophilidae, типулу, Dytiscus, Corydalus cornutus, водену буву, Green darner, Limnodrilus hoffmeisteri, Limnephilus, ротаторију, цопепода, Hyalella azteca, Synanthedon scitula, Cicindela sexguttata, Procotyla и Hydra viridissima.
Предатори ове врсте су птице као например велика грбаста мухарица, лутајући дрозд, патка глувара, Црвенокрили чворак, и плава шојка, гмизавци и водоземци као што су Осликана корњача, обична корњача и Lithobates sphenocephalus, рибе као што су bluegill, бас, Perca flavescens, Semotilus atromaculatus, Ictalurus punctatus, шаран и Hypentelium nigricans, сисари као што је Eptesicus fuscus и инсекти као што су Anax junius, Dytiscus latissimus, Corydalus cornutus и Aquarius remigis.
Calopteryx maculata се одмара, склања и сакрива међу разним биљкама и алгама у свом станишту, укључујући Pediastrum boryanum, жути локвањ, hydrilla, Saururus cernuus, Pontederia cordata, Typha latifolia, Carex stricta, Utricularia vulgaris, Lemna minor, Salix nigra, Impatiens capensis, Eutrochium maculatum, Toxicodendron radicans, дивље грожђе, Sassafras albidum, Smilax rotundifolia и Cephalanthus occidentalis.